# 中介語
中介語（英語：Interlanguage）是指从母语（L1）始至习得第二语言（L2）止，其间经历的一系列的语言过渡「阶段」裡，所產生之「語言」。換言之，中介語对學習者犯的錯不但有可預測性，更能依能力高低劃出犯錯的不同階段，這些「錯誤（偏誤）」的語言似乎也有自己獨立的體系。研究這套邏輯，累積犯錯的模式，便能幫助第二語言習得的教師預測學生可能會犯的錯誤，並加以強調、防範。另外，即使是高程度的學習者、居住在第二語言國家的非母語使用者（Non-native speaker），甚至是非母語之外語教師（NNSEFL teacher）都會面對中介語的問題。

## 歷史
語言學習者偏誤，多數還是歸咎於受到母語的干擾；在1970年代以前，學習者所說出的語言徒被視為「深受母語干擾的第二語言」。然而美國語言學家拉里·塞林格在1972年的一篇論文中主張，這些「錯誤（偏誤）」的語言也有自己獨立的语音、语法和词汇规则体系。塞林格認為支配著中介語的因素有五：
- 语際迁移（language transfer）：即母語的結構或用法影響了中介語。如中文「打開電燈」與「開窗」皆用動詞「開」，但在英文中前者則為而非，這就是所謂的負遷移（Negative Transfer）。
- 学习的策略（strategies of learning）：即學習者採用的認知（cognitive）、後設認知（meta-cognitive）、交際、情意等學習策略。
- 交际策略（strategies of communication）：指学习者因其外语知识有限，為有效溝通而采取的迂迴表达法，例如避開生難詞彙或使用固定的句型。
- 训练迁移（transfer of training）：教學者的教法、訓練機構的性質。
- 目的語过度泛化（overgeneralization of the target language）：如知道英語中有些動詞加上-ed即可轉換為過去式，便以為所有的動詞加上-ed便都會成為過去式，而忘記有不少例外。

## 中介語的三種特性
英國學者曾指出中介語的三種特性： 
- 渗透性（permeability）：任何一階段上，学生语言知识的规则是可以随时修正，呈阶段性向目的语接近；由此而言，所謂「石化」現象（fossilization）並不指完全不能修正，以「凍化」喻之，冰尚可融，差可擬也。[4]
- 不稳定性（dynamic）：由於学生在第二語言習得过程中不断地输入新知，因此中介語的結構也會不斷改變。
- 系统性（systematicity）：中介語具有系统的語言属性，並可透過資料庫的科學方法進行蒐集、分析。

## 中介語的階段
美國教育學者道格拉斯．布朗（H. Douglas Brown）曾整理英國語言學家的理論，指出中介語發展的四個階段：
1. 隨機错误阶段（random error stage）或系統形成前期（pre-systematic stage）：只有實驗性質，屬隨機試誤。
2. 形成階段（emergent stage）：以內化了部分語言的結構，但即便被指出錯誤尚無法自行試出對的用法。另有容易退步（backsliding）到前一阶段的特點。
3. 系统形成阶段（systematic stage）：已能固定地產出第二語言，而且被指出錯誤尚便能自行修正。在的三階理論中，「形成階段」與「系统形成阶段」被化約為一系统阶段（systematic stage）。
4. 稳定阶段（stabilization stage）或系統形成後期（post-systematic stage）：與前階段不同處，在即便未被指出錯誤，亦能自我修正。此階段雖趨於穩定，但若穩定太快而未查疏忽之處，可能會形成不良習慣，即石化現象的一種。

## 石化現象
石化現象（fossilization，僵化）可能出現在上述語言發展的任何階段，即錯誤的說、寫方式永久性的存在，難以改變。例如洋涇浜英語或皮钦语，就是集體的誤用語言，加之以久未改正，而形成所謂集體石化（community group fossilization，集體語言僵化）。塞林格認為，石化現象的因素與上述支配中介語的因素相同，因此教師及應從該處著手，防止學生語言石化的發生。

## 中介語與語言習得
塞林格1972年發表的論文原本只涉及成人的第二語言習得，不過在一系列研究後，認為也能解释儿童的第二語言習得。不過這項結果受到知名語言教育家史蒂芬·克拉申的挑戰。克拉申援引的研究成果表明，儿童在第二语词汇词素习得的准确率方面，並没有受到母语迁移的影响，換言之他認為中介語理論不能涵蓋儿童的第二語言習得，而應以語言的習得-學習假說（Acquisition - Learning Hypothesis）解釋。克拉申主張兒童使用了自然（natural）、直覺（intuitive）且近於潛意識（subconscious）的「習得」法，而非成人反覆練習、記憶的「學習」法，故不落於中介語的問題之中。

## 延伸閱讀
- Chambers, J.K. (1995), Sociolinguistic Theory, Oxford, England: Blackwell; p249-251.
- J. C. Richards, Error Analysis: Perspectives on Second Language Acquisition, Longman Press, 1974, pp. 34–36.
- Tarone, E. (2001), Interlanguage. In R. Mesthrie (Ed.). Concise Encyclopedia of Sociolinguistics. (pp. 475–481)  Oxford: Elsevier Science.